# Cúpula de la Roca
La Cúpula de la Roca o el Domo de la Roca (en árabe: قُبَّة الصَّخْرَة‎, romanizado: qubbat aṣ-ṣaḵra, en hebreo: כיפת הסלע‎, romanizado: Kippat ha-Sela) es un monumento situado en Jerusalén, en el centro del Monte del Templo o Explanada de las Mezquitas. Se completó inicialmente entre los años 691 y 692 por orden del califa omeya Abd al-Málik durante la Segunda Fitna en el lugar donde antes se erigiera el Segundo Templo Judío, destruido durante el sitio romano de Jerusalén en el año 70. El domo original colapsó en 1015 y fue reconstruido entre 1022 y 1023. El Domo de la Roca es en su base una de las obras existentes más antiguas de la arquitectura islámica.
Su arquitectura y mosaicos siguen los patrones de las cercanas iglesias y palacios bizantinos, aunque su apariencia exterior ha sido modificada significativamente durante el periodo otomano y de nuevo en el periodo moderno, notablemente con la adición del techo dorado, entre 1959 y 1961 y nuevamente en 1993. El plano octagonal de la estructura puede haber sido influido por la iglesia bizantina de la Silla de María (conocida también como la iglesia de la Kathisma en griego y como al-Qadismu en árabe) construida entre 451 y 458 en el camino entre Jerusalén y Belén.
La Piedra Fundacional sobre la que está construido el templo tiene gran significación en las religiones abrahámicas, como el lugar en que Dios creó el mundo y al primer humano, Adán. Los credos judío y cristiano afirman que fue en ese lugar donde Abraham estuvo a punto de sacrificar a su hijo Isaac por orden de Yahveh o Dios, según los relatos del Génesis, y como el lugar donde la presencia de Dios se manifiesta más que en cualquier otro lugar, hacia el cual se orientan los judíos durante la oración. El islam recoge también la tradición del sacrificio de Abraham (Ibrahim en árabe), aunque en la versión islámica el hijo no era Isaac sino el primogénito, Ismael. Según la tradición judía, desde esta primera piedra se construyó el mundo. Allí fue erigido el Sanctasanctórum, la parte más sagrada del templo de Jerusalén. Los musulmanes creen que es el punto desde el cual Mahoma ascendió a los cielos para reunirse con Dios, acompañado por el ángel Gabriel. En honor a dicho episodio de la vida de Mahoma, el noveno califa, Abd al-Malik, construyó el edificio entre los años 687 y 691.
Sin cambios esenciales durante más de trece siglos, la Cúpula de la Roca sigue siendo uno de los más preciosos y duraderos tesoros arquitectónicos del mundo. Declarada Patrimonio de la Humanidad por la Unesco, ha sido llamada «el punto de referencia más reconocible de Jerusalén», junto con dos estructuras cercanas en la ciudad vieja de Jerusalén: el Muro de los Lamentos y la «rotonda de la resurrección» en la Iglesia del Santo Sepulcro. Es la estructura religiosa más antigua evaluada arqueológicamente construida por un gobernante musulmán y las inscripciones en el edificio contienen las proclamaciones epigráficas más antiguas del islam y del profeta islámico Mahoma. Las inscripciones han demostrado ser un hito importante, en tanto se convirtieron después en un rasgo común en las edificaciones islámicas y casi siempre mencionan a Mahoma. La Cúpula de la Roca sigue siendo un «monumento único de la cultura islámica en casi todos los aspectos», que incluyen el ser una «obra de arte y un documento cultural y piadoso», de acuerdo con el historiador Oleg Grabar.
Técnicamente, la Cúpula de la Roca no se considera una mezquita, pero sí es un lugar de culto para el islam. Junto al Domo de la Roca con su cúpula dorada, en el extremo sur de la explanada se encuentra la mezquita de Al-Aqsa con su cúpula plateada, y anexa al Domo de la Roca se encuentra la Cúpula de la Cadena. El Domo de la Roca y la mezquita de Al-Aqsa son los dos edificios importantes de la Explanada de las Mezquitas. También se suele llamar erróneamente mezquita de Omar al Domo de la Roca. 
El significado de este sitio emana de tradiciones religiosas monoteístas ligadas con la roca a la que preserva la cúpula dorada: conocida como la «Roca Fundacional» (Sajrah o Even Hashetiá), la misma es considerada un importante punto de referencia por los monoteístas, y es por este elemento sagrado que se adopta una planta central, tan poco usada en la arquitectura religiosa islámica, conformando una suerte de relicario que envuelve a la roca. Es de esta manera que se genera un espacio central coronado por una cúpula dorada y un ambulatorio que permite la veneración.

## Descripción

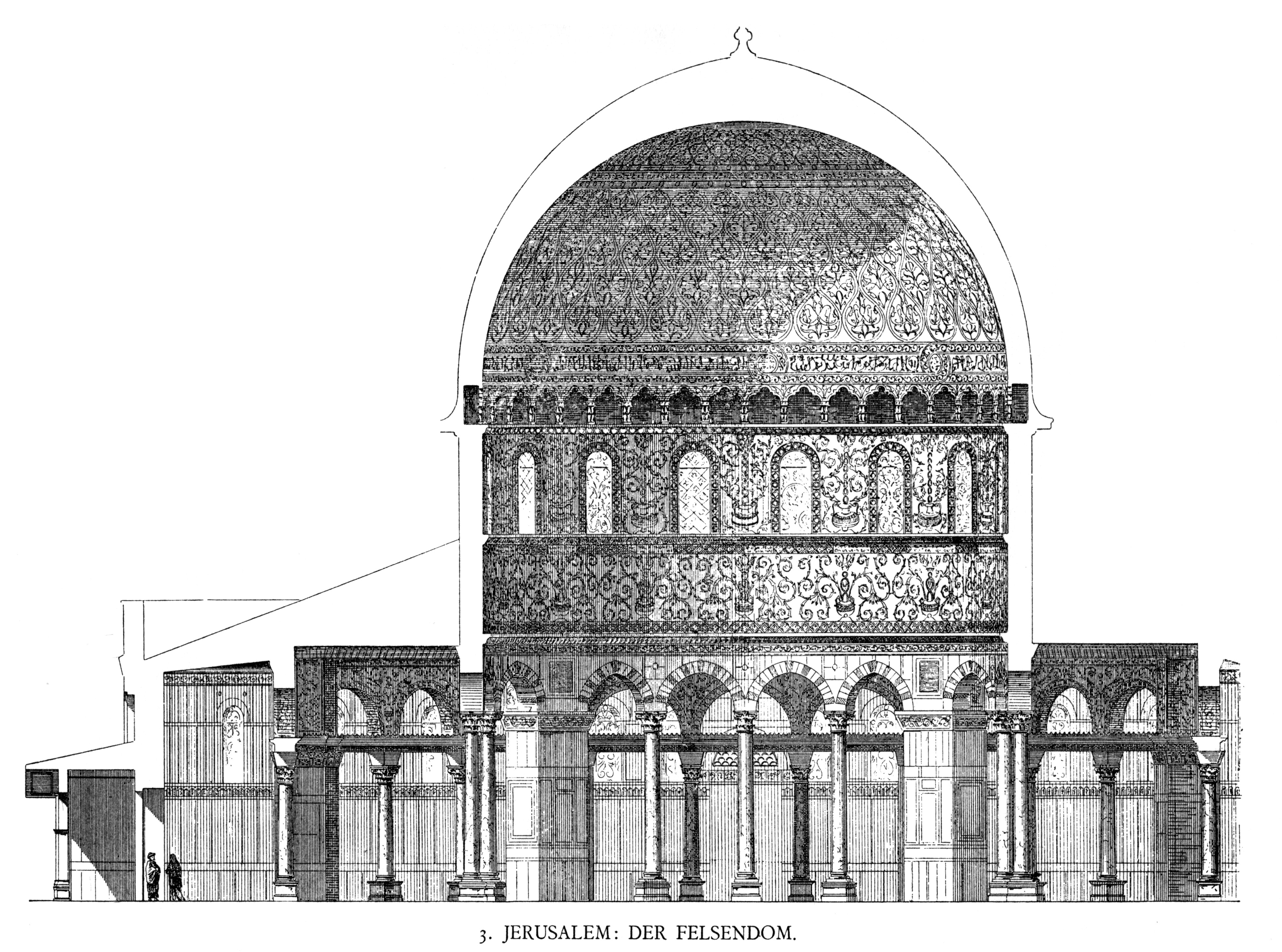
Sección transversal del Domo (impresión de 1887, basada en los primeros dibujos detallados del Domo, hechos por Frederick Catherwood en 1833).

### Estructura básica

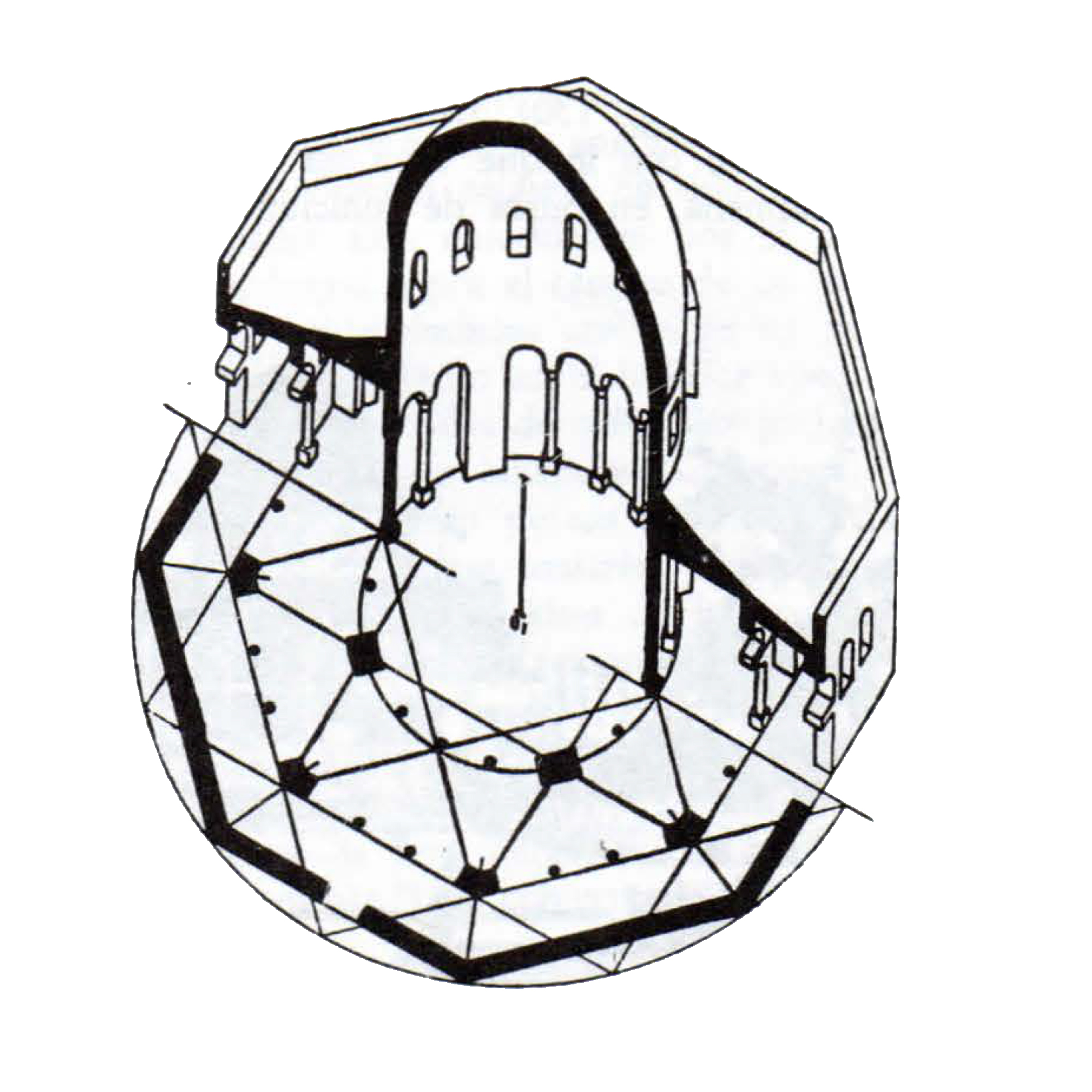
Corte axonométrico de la mezquita.

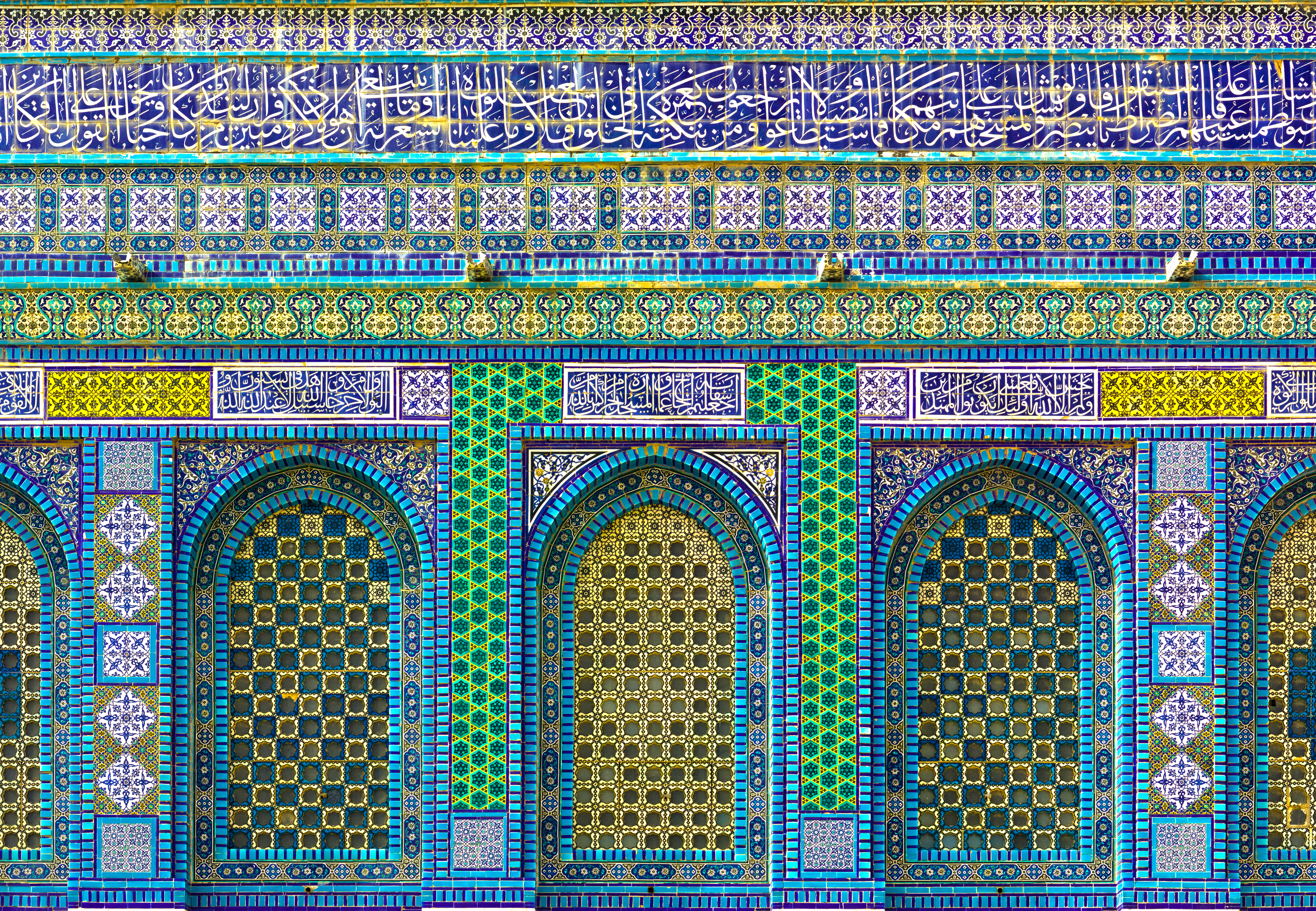
Vista exterior.

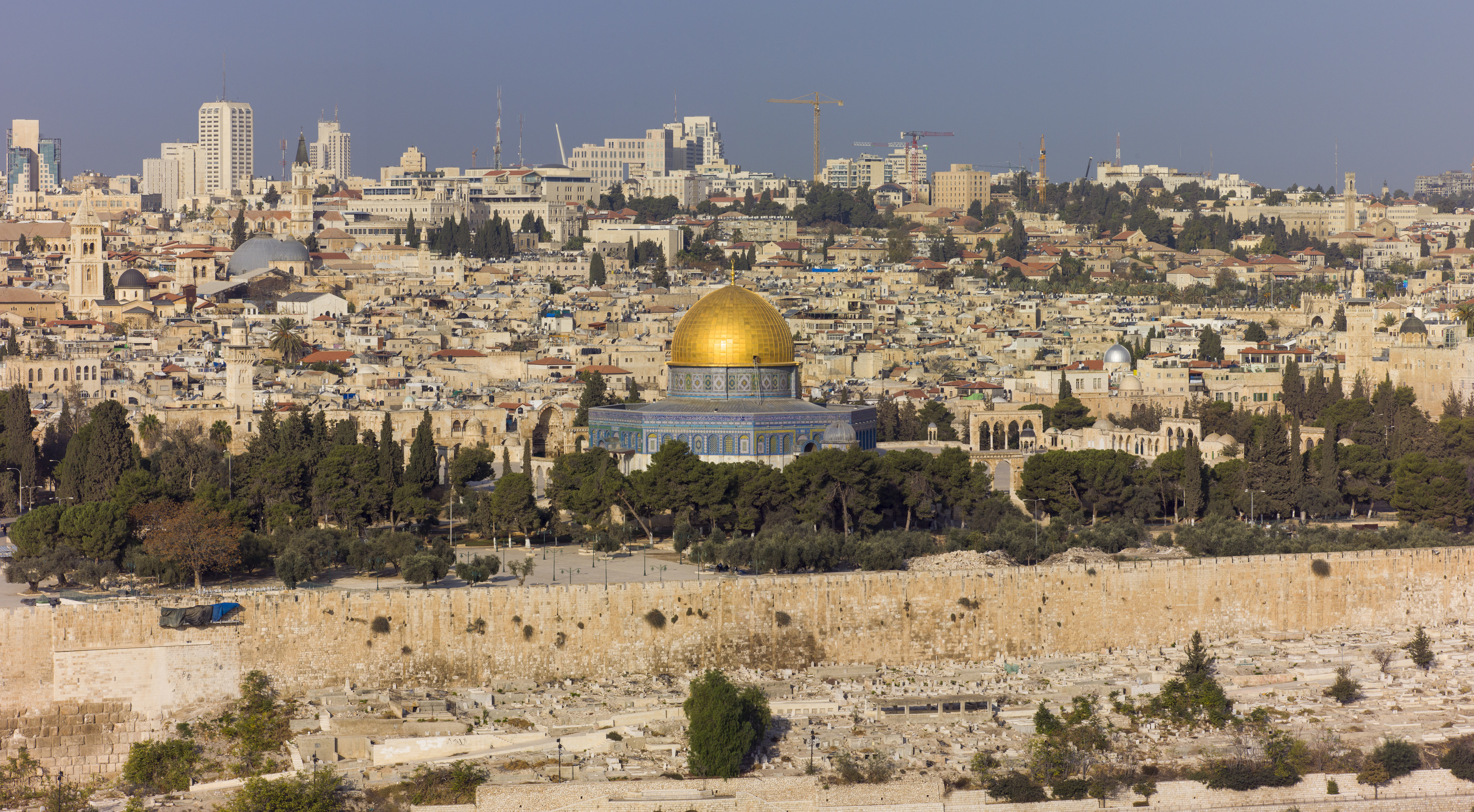
Cúpula de la Roca desde el Monte de los Olivos.

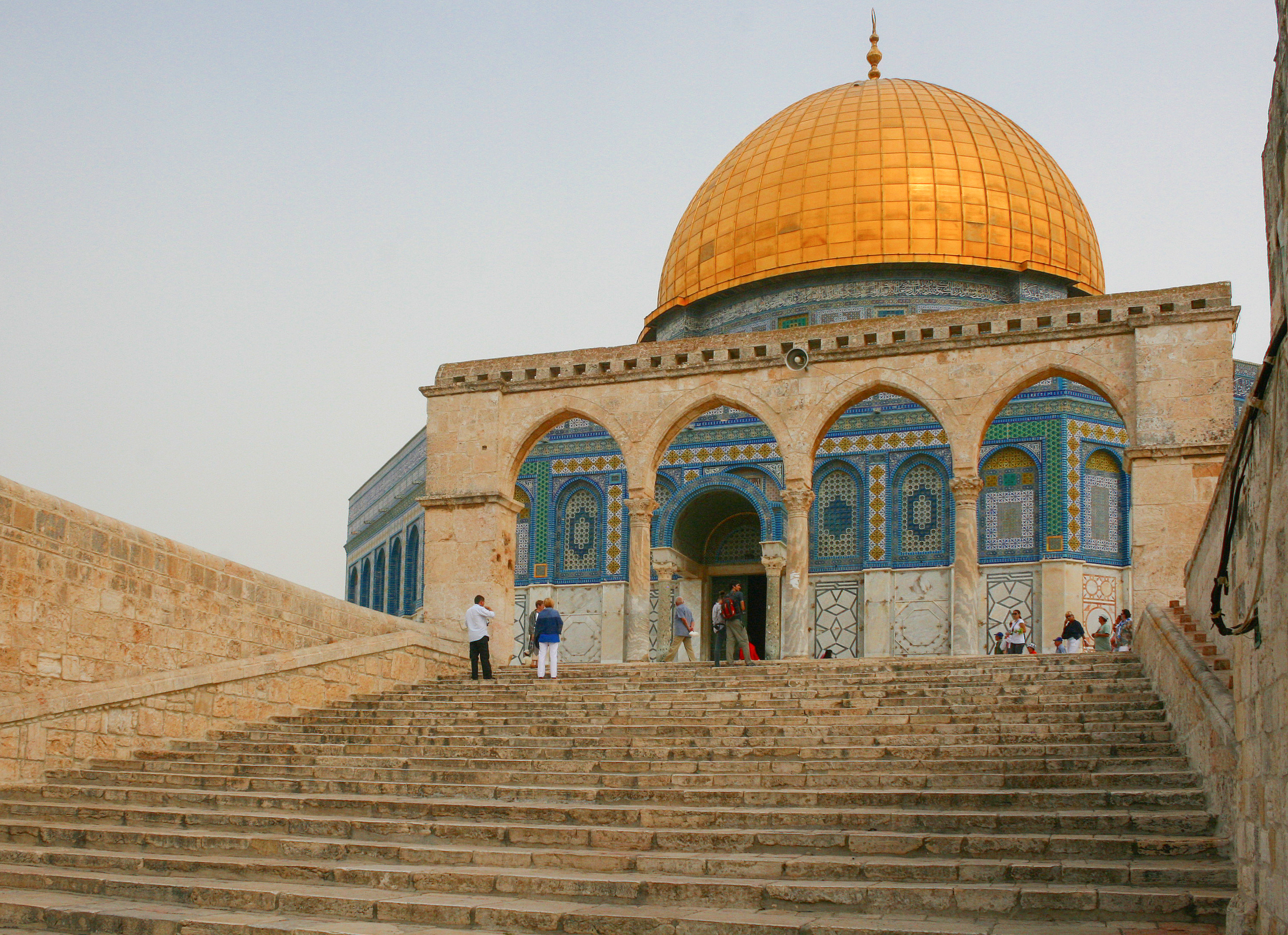
Al-mawazin junto a la Cúpula de la Roca.

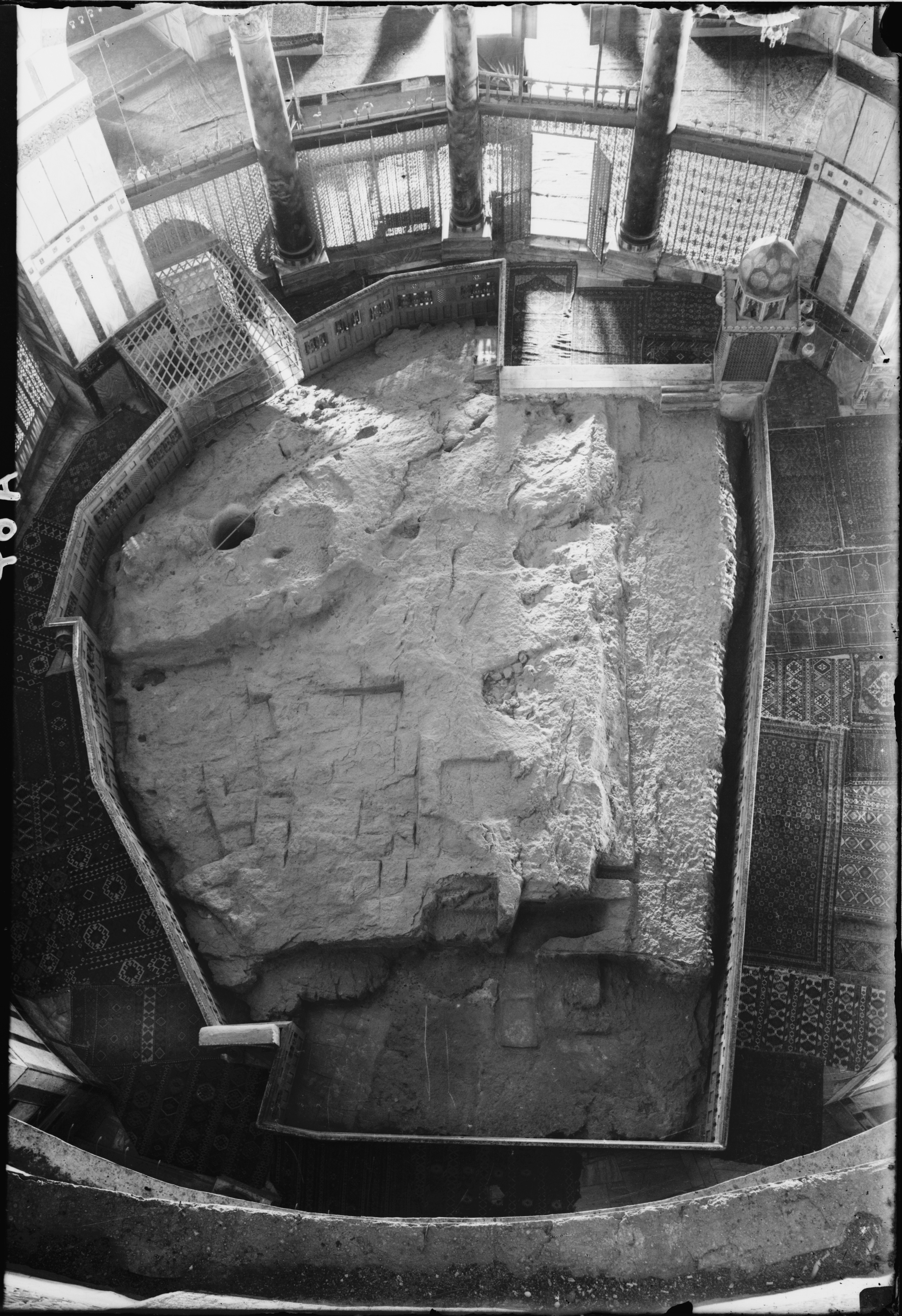
La así llamada "Roca Fundacional" es preservada en el interior del Domo de la Roca.

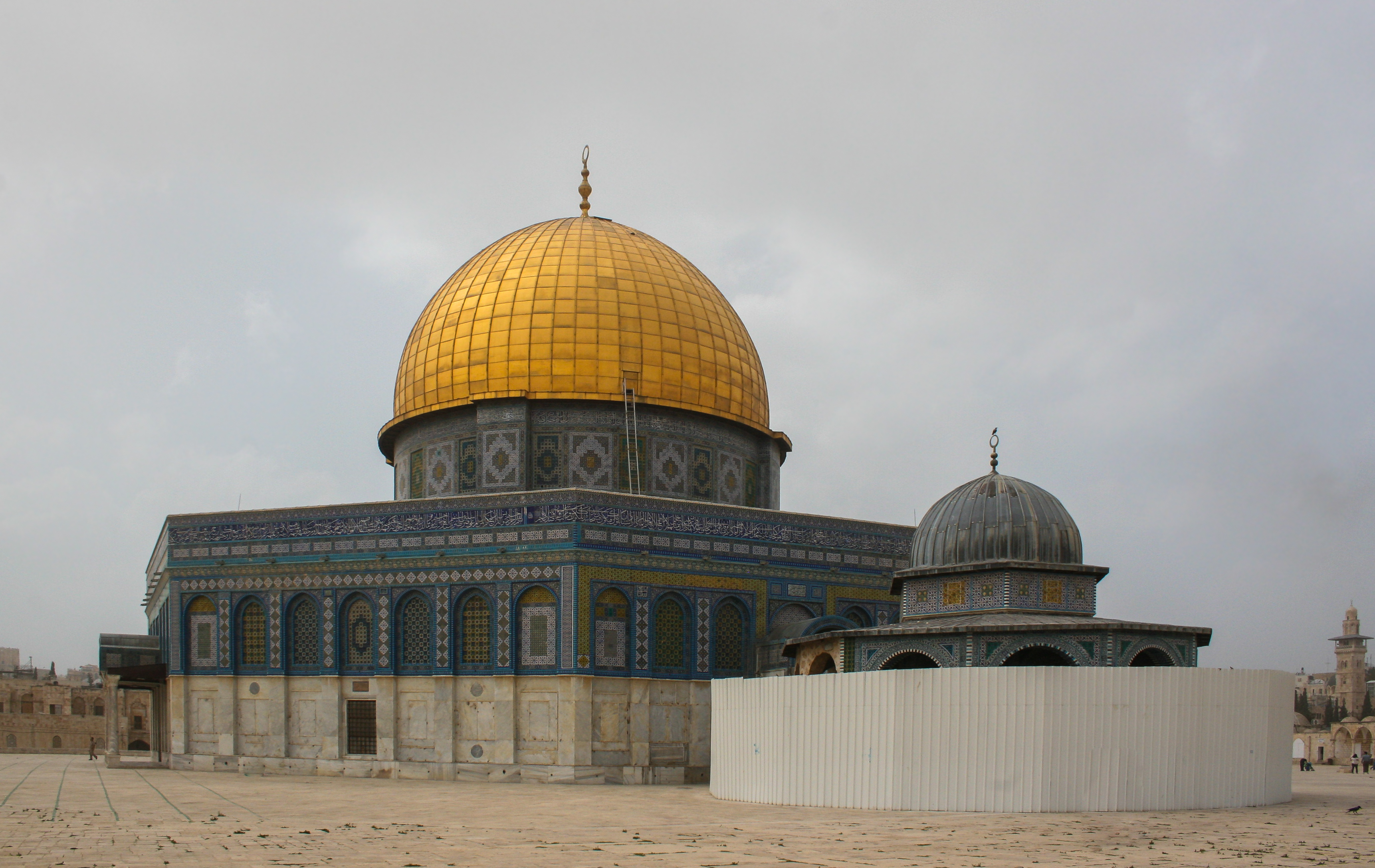
Vista lateral.

La estructura básica es octagonal. Está cubierta en el centro por un domo de aproximadamente 20 metros de diámetro, montado sobre un tambor circular que se sostiene en 16 soportes (4 pilares y 12 columnas).
Alrededor de este círculo se encuentra una arcada octagonal de 24 pilares y columnas. La arcada octagonal y el tambor circular interno crean un ambulatorio interno que rodea a la roca sagrada.
Las paredes exteriores también son octagonales. Cada una mide aproximadamente 18 metros de ancho y 11 metros de alto. Los octágonos exterior e interior crean un segundo ambulatorio exterior que rodea al interior. 
Tanto el tambor circular como las paredes exteriores contienen muchas ventanas.

### Decoración interior
El interior del domo está esplendorosamente decorado con mosaicos, fayenzas y mármol, muchos de los cuales se añadieron siglos después de terminada la construcción. Contiene también inscripciones coránicas. Éstas varían respecto al texto estándar de hoy (principalmente cambios de primera persona a tercera persona) y están mezcladas con inscripciones piadosas que no se encuentran en el Corán.
La inscripción dedicatoria en caligrafía cúfica que está puesta alrededor del domo contiene la fecha en que se cree que el Domo se terminó por primera vez, el año 72 AH (691-692 d. C.), mientras que el nombre del califa correspondiente y constructor del Domo, al-Málik, fue eliminado y reemplazado por el nombre del califa abasí Al-Mamún durante cuyo reinado (r. 813-833)  se hicieron renovaciones.

### Decoración exterior
La decoración de los muros exteriores ocurrió en dos grandes fases: el esquema omeya inicial incluía mármol y mosaicos, de manera similar a las paredes interiores. El sultán otomano del siglo XVI Solimán el Magnífico lo reemplazó con azulejos de fayenza turcos. La decoración otomana con azulejos fue reemplazada en la década de 1960 por copias fieles hechas en Italia.
La Sura 36, Yaasin (el 'Corazón del Corán') está inscrita en la parte superior de la pared de azulejos y fue comisionada en el siglo XVI por Solimán. La Sura 17, Al-Isra, que narra la historia del Isra o Viaje Nocturno, está inscrita sobre ello.

## Historia

### Contexto preislámico
El Domo de la Roca está situado en el centro del Monte del Templo, el sitio del Templo de Salomón y del Segundo Templo Judío, que había sido grandemente expandido bajo el gobierno de Herodes el Grande en el siglo I a. C. El templo de Herodes fue destruido en el año 70 por los romanos, y tras la rebelión de Bar Kojba en 135, el emperador Adriano construyó en su sitio un templo romano a Júpiter Capitolino.
Jerusalén fue gobernada por el Imperio Cristiano Bizantino entre los siglos IV y V. Durante este tiempo se empezó a desarrollar el peregrinaje cristiano a Jerusalén. La iglesia del Santo Sepulcro se construyó por órdenes de Constantino en la década de los años 320, pero el Monte del Templo se dejó sin terminar tras un proyecto fallido de restauración del Templo Judío bajo las órdenes de Juliano el Apóstata.

### Construcción original Omeya
La estructura octagonal inicial del Domo de la Roca y su domo de madera tenían básicamente la misma forma que tienen hoy. Fue construida por órdenes del califa omeya Abd al-Málik (r. 685-705). De acuerdo con el historiador Sibt ibn al-Jawzi de finales del siglo XII, la construcción inició en 685/686, mientras que según el historiador del siglo XV al-Suyuti el año de inicio fue 688. Una inscripción dedicatoria en caligrafía cúfica se preserva dentro del domo. La fecha registrada es 72 AH (691/692 d. C.), el año en que la mayoría de historiadores creen que se completó la construcción del Domo original. En esta inscripción, el nombre de "al-Málik" fue borrado y reemplazado por el nombre del califa abasí al-Mamún (r. 813-833). Esta alteración de la inscripción original la notó por primera vez el arqueólogo francés Melchior de Vogüé en 1854. Según se reportó, el costo de la construcción fue siete veces los impuestos anuales de Egipto. Una interpretación alternativa de la inscripción afirma que se refiere al año en que empezó la construcción.
Algunos estudiosos han sugerido que el domo se añadió a un edificio existente, construido bien por Muawiya I (r. 661-680), o bien un edificio bizantino construido antes de la conquista musulmana, bajo el gobierno de Heraclio (r. 610-641).
Su arquitectura y mosaicos siguen el patrón de cercanas iglesias y palacios bizantinos. Los dos ingenieros a cargo del proyecto fueron Raja ibn Haywah, un teólogo musulmán de Beit She'an, y Yazid ibn Salam, un musulmán no árabe nativo de Jerusalén.
Shelomo Dov Goitein de la Universidad Hebrea ha sugerido que el propósito original del Domo de la Roca era competir con los muchos y bellos lugares culto de otras religiones: "La forma misma de rotonda dada al Qubbat as-Sakhra [Domo de la Roca], si bien foránea al islam, tenía el destino de competir con los muchos domos cristianos." K.A.C. Creswell en su libro The Origin of the Plan of the Dome of the Rock [El Origen del Plano del Domo de la Roca] señala que quienes construyeron el altar usaron las medidas de la iglesia del Santo Sepulcro. El diámetro del domo del altar es de 20.20 m y su altura es de 20.48 m, en tanto que el diámetro del domo de la Iglesia del Santo Sepulcro es 20.90 m y su altura es de 21.05 m.
Las narrativas de fuentes medievales sobre los motivos de Abd al-Málik para construir el Domo de la Roca varían. Al momento de la construcción, el califa estaba en guerra con el cristiano imperio bizantino y sus aliados cristianos sirios de una parte, y con el califa rival Ibn al-Zubayr, quien controlaba La Meca, el destino anual de peregrinación musulmana, de la otra. Así pues, una serie de explicaciones fue que Abd al-Málik quería que el Domo de la Roca fuera un monumento religioso de la victoria sobre los cristianos que resaltaría la unicidad del islam dentro del contexto religioso abrahámico en común de Jerusalén, casa de las dos fes abrahámicas más antiguas, el judaísmo y el cristianismo. La otra explicación principal sostiene que Abd al-Málik, en el calor de la guerra contra Ibn al-Zubayr, buscó construir la edificación para cambiar el centro de atención de los musulmanes de su reino hacia un lugar distinto a la Kaaba en La Meca, donde Ibn al-Zubay condenaba públicamente a los Omeyas durante la peregrinación anual al santuario. Aunque la mayoría de historiadores modernos descartan la segunda explicación como producta de propaganda anti-Omeya en las fuentes musulmanes tradicionales y dudan que Abd al-Málik intentara alterar el requisito sacro musulmán de completar la peregrinación a la Kaaba, otros historiadores admiten que esta posibilidad no puede descartarse de manera conclusiva.

### Abasíes y Fatimíes
El edificio tuvo daños severos a causa de terremotos en 808 y en 846. El domo colapsó en un terremoto en 1015 y fue reconstruido en 1022-1023. Los mosaicos sobre el tambor fueron reparados in 1027–28.

### Cruzadas
Por siglos los peregrinos cristianos habían podido ir y conocer el Monte del Templo, pero la creciente violencia contra los peregrinos a Jerusalén (por ejemplo, al-Hákim bi-Amrillah ordenó la destrucción del Santo Sepulcro) provocó las cruzadas. Los cruzados capturaron Jerusalén en 1099 y el Domo de la Roca le fue dado a los agustinos, quienes lo convirtieron en una iglesia, mientras que la cercana mezquita de Al-Aqsa se convirtió primero en un palacio real por un tiempo, y luego por gran parte del siglo XIII en el cuartel general de los caballeros templarios. Los templarios, activos desde alrededor de 1119, identificaron el Domo de la Roca como el sitio del Templo de Salomón. El Templum Domini, como llamaron al Domo de la Roca, apareció en los sellos oficiales de los Gran Maestres de la orden (como Evrard des Barrès y Renaud de Vichiers), y pronto se convirtió en el modelo arquitectónico de las redondas iglesias templarias por toda Europa. El Domo se usó como iglesia hasta que un ejército musulmán recapturó Jerusalén en 1187.

### Ayubíes y Mamelucos
Saladino, el príncipe ayubí que recapturó Jerusalén el 2 de octubre de 1187, volvió a consagrar la Cúpula como un altar musulmán como parte de su campaña para aumentar la santidad e importancia política de la ciudad. La cruz que había sido instalada en la cima de la cúpula fue retirada y reemplazada por una media luna y se colocó un panel de madera alrededor de la roca. El sobrino de Saladino al-Malik al-Mu'azzam Isa condujo otras restauraciones dentro del edificio y agregó el porche a la mezquita de Al-Aqsa. 
Los mamelucos, gobernantes de Egipto y Siria entre 1250 y 1517, restauraron los techos de madera del ambulatorio y el domo central. El sultán otomano Solimán I (r. 1520-1566), cuyo nombre es la forma turca de Salomón, ordenó que el edificio fuera re-decorado como parte de su programa de embellecimiento de las ciudades sagradas del islam, y fue allí cuando el exterior de la Cúpula fue cubierta por azulejos de fayenza turcos. Adyacente a la Cúpula de la Roca, los otomanos construyeron la independiente Cúpula del Profeta en 1620. 
Renovaciones a gran escala empezaron durante el reino de Mahmut II en 1817. En un proyecto mayor de restauración iniciado en 1874-1875 durante el reino del sultán otomano Abdülaziz, todos los azulejos de las paredes occidental y suroccidental de la parte octagonal del edificio fueron removidos y reemplazados por copias que fueron hechas en Turquía.